# Pustověty

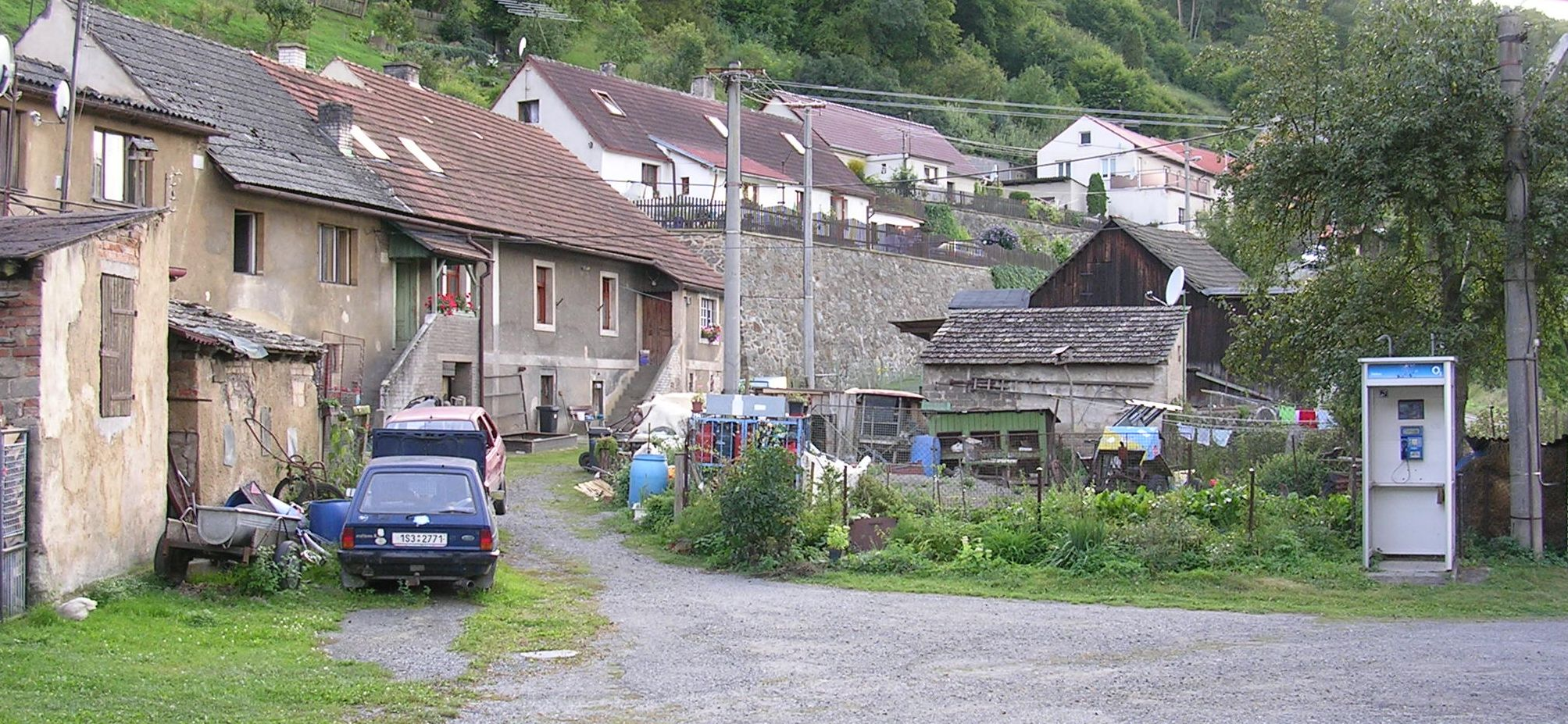
Dorfplatz

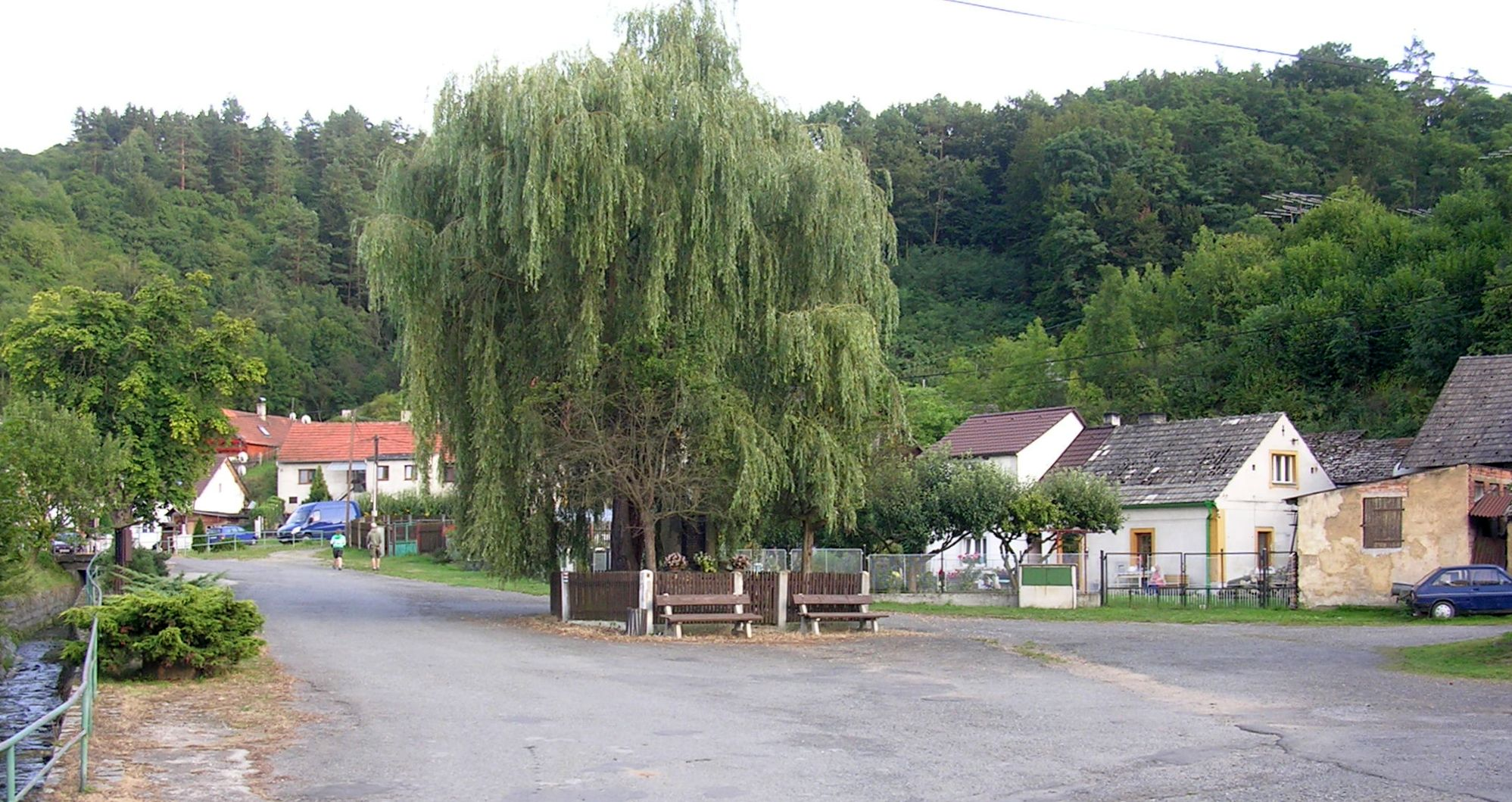
Weide mit Gefallenendenkmal

Pustověty (deutsch Pustowied, 1939–45 Wüsterried) ist eine Gemeinde in Tschechien. Sie liegt acht Kilometer südöstlich von Rakovník und gehört zum Okres Rakovník.

## Geographie
Pustověty befindet sich in der Křivoklátská vrchovina im Landschaftsschutzgebiet Křivoklátsko. Das Dorf liegt an der Einmündung des Baches Pustovětský potok in den Rakovnický potok. Nördlich erhebt sich der Na Kobyle (375 m), im Nordosten die Vrchová (409 m), östlich die Hučavka (396 m), im Südosten der Losy (434 m), südlich der Spálený kopec (407 m) und die Čepína (469 m), im Südwesten die Homolka (428 m), westlich der Remízský vrch (473 m) sowie im Nordwesten der Klůček (433 m). Durch Pustověty verläuft die Bahnstrecke Beroun–Rakovník.
Nachbarorte sind Marvany, Děvín, Doupno und Nový Dům im Norden, Emilov, Pařeziny, Kolonie und Požáry im Nordosten, Míče, Písky und Městečko im Osten, Křivoklát, Kalubice und Velká Buková im Südosten, Na Čihátku, Nezabudice und Malá Buková im Süden, Čepiny, Skřivaň und Všetaty im Südwesten, Lašovice und Pavlíkov im Westen sowie Horní Chlum, Ryšín und Loučný Mlýn im Nordwesten.

## Geschichte
Die erste schriftliche Erwähnung des Dorfes erfolgte im Jahre 1391.
Im Jahre 1685 verkaufte Leopold I. die Kronherrschaft Pürglitz an Ernst Joseph Graf von Waldstein. 1731 vererbte Johann Joseph Graf von Waldstein die Herrschaft an seine Tochter und Universalerbin Maria Anna Fürstin zu Fürstenberg, die sie 1756 testamentarisch mit der Herrschaft Kruschowitz und dem Gut Nischburg zu einem Familienfideikommiss von 400.000 Gulden vereinigte. Die eine Hälfte des Erbes fiel ihren Söhnen Joseph Wenzel zu Fürstenberg-Stühlingen und Karl Egon I. zu Fürstenberg zu, die andere ihren Töchtern Henriette Fürstin von Thurn und Taxis und Maria Theresia zu Fürstenberg. Als Fideikommisserben setzte sie ihren zweitgeborenen Sohn Karl Egon I. ein, der durch Ausgleich auch die Anteile seiner Geschwister erwarb. Im Jahre 1786 wurde durch den Religionsfonds in Stadtl eine Lokalie eingerichtet, zu deren Sprengel auch Pustowied gehörte. Nach dem Tode von Karl Egon I. erbte 1787 dessen ältester Sohn Philipp Fürst zu Fürstenberg († 1790) den Besitz, ihm folgten seine Kinder Karl Gabriel zu Fürstenberg († 1799) und Leopoldine Prinzessin von Hessen-Rothenburg-Rheinfels. 1803 verzichteten die weiblichen Erben in einem Familienvergleich zugunsten des minderjährigen Karl Egon II. zu Fürstenberg und der fürstlichen und landgräflichen Häuser Fürstenberg; als Verwalter wurde bis zu dessen Volljährigkeit im Jahre 1817 Joachim Egon Landgraf von Fürstenberg eingesetzt.
Im Jahre 1843 bestand Pustowied aus 28 Häusern mit 210 Einwohnern. Eines der Häuser gehörte zum Lehngut Wschetat. Pfarrort war Stadtl. Bis zur Mitte des 19. Jahrhunderts blieb Pustowied dem Fideikommiss Pürglitz untertänig.
Nach der Aufhebung der Patrimonialherrschaften bildete Pustověty / Pustowied ab 1850 einen Ortsteil der Gemeinde Ryšín im Bezirk Rakonitz und Gerichtsbezirk Pürglitz. Nach dem Tode des Karl Egon II. zu Fürstenberg erbte 1854 dessen zweitgeborener Sohn Max Egon I. den Fideikommiss Pürglitz.
Die Rakonitz–Protivíner Bahn nahm 1876 im Tal des Rakovnický potok den Betrieb der Bahnstrecke Beroun–Rakovník auf. 1884 nahm eine einklassige Dorfschule den Unterricht auf. Während der deutschen Besetzung erhielt das Dorf den deutschen Namen Wüsterried. Im Jahre 1950 lösten sich Pustověty und Nový Dům von Ryšín los und bildeten eigene Gemeinden. Die Schule wurde 1975 wegen zu geringer Schülerzahl geschlossen.

## Gemeindegliederung
Für die Gemeinde Pustověty sind keine Ortsteile ausgewiesen. Die Gemeinde besteht aus den Grundsiedlungseinheiten Emilov, Míče (Wnitsch) und Pustověty. Zu Pustověty gehören außerdem die Einschichten Kolonie und Marvany (Marwan).

## Sehenswürdigkeiten
- Denkmal für die Gefallenen des Ersten Weltkrieges, enthüllt 1931